# لوك (نيويورك)
لوك (بالإنجليزية: Locke, New York)‏ هي بلدة أمريكية تقع في الولايات المتحدة في مقاطعة كايوغا، نيويورك. يقدر عدد سكانها بـ 1,951 نسمة ومساحتها 63.2 كم2 وترتفع عن سطح البحر 311 متر.

## أعلام
- جيمس بي. ووكر